# Susan Williams (Triathletin)
Susan Rene Williams (* 17. Juni 1969 in Long Beach (Kalifornien) als Susan Rene Bartholomew) ist eine ehemalige US-amerikanische Triathletin und Olympionikin (2004).

## Werdegang
Susan Williams begann 1997 mit Triathlon und sie startete ab 2003 als Profi-Athletin.
2002 verpasste sie mit ihrem vierten Rang bei der Weltmeisterschaft auf der Langdistanz in Nizza mit ihrem vierten Rang nur knapp einen Medaillenrang. 
Ihren größten Erfolg feierte Williams bei den Olympischen Sommerspielen 2004 in Athen, als sie hinter der für Österreich startenden Kate Allen und der Australierin Loretta Harrop die Bronzemedaille gewann. Damit holte sie die erste Triathlon-Medaille für die Vereinigten Staaten bei den Olympischen Spielen.
2011 wurde sie in ihrer Altersklasse Triathlon-Weltmeisterin auf der Langdistanz.
Heute ist die dreifache Mutter als Trainerin aktiv.

## Sportliche Erfolge
| Datum/Jahr    | Rang | Wettbewerb                                      | Austragungsort | Zeit        | Bemerkung                                                                                    |
| ------------- | ---- | ----------------------------------------------- | -------------- | ----------- | -------------------------------------------------------------------------------------------- |
| 5. Nov. 2011  |      | ITU Long Distance Triathlon World Championships | Henderson      | 06:14:56    | bei der Triathlon-Weltmeisterschaft auf der Langdistanz – Siegerin in der Altersgruppe 40–44 |
| 12. Juni 2005 | 1    | Escape from Alcatraz Triathlon                  | San Francisco  | 02:20:09    |                                                                                              |
| 25. Aug. 2004 | 3    | Olympische Sommerspiele 2004                    | Athen          | 02:05:08,92 |                                                                                              |
| 6. Dez. 2003  | 24   | ITU Triathlon World Championships               | Queenstown     | 02:12:01    |                                                                                              |
| 22. Sep. 2002 | 4    | ITU Long Distance Triathlon World Championships | Nizza          | 07:22:33    | beim Triathlon International de Nice                                                         |
| 8. Juni 2002  | 2    | Ironman Utah                                    | Provo          | 04:40:13    | verkürzter Kurs als Duathlon                                                                 |

(DNF – Did Not Finish)